# Готтфрід Нікль
Готтфрід Нікль (нім. Gottfried Nickl; 21 травня 1878, Ґрац — 9 травня 1971, Ґрац) — австро-угорський, австрійський і німецький офіцер, генерал-майор медичної служби (24 вересня 1932).

## Нагороди
- Ювілейний хрест
- Маріанський хрест
- Бронзова медаль «За військові заслуги» (Австро-Угорщина) з мечами
- Орден Франца Йосифа, лицарський хрест з військовою відзнакою і мечами
- Орден Залізної Корони 3-го класу з військовою відзнакою і мечами
- Військовий Хрест Карла
- Пам'ятна військова медаль (Австрія) з мечами
- Почесний хрест ветерана війни з мечами